# Capricho n.º 24

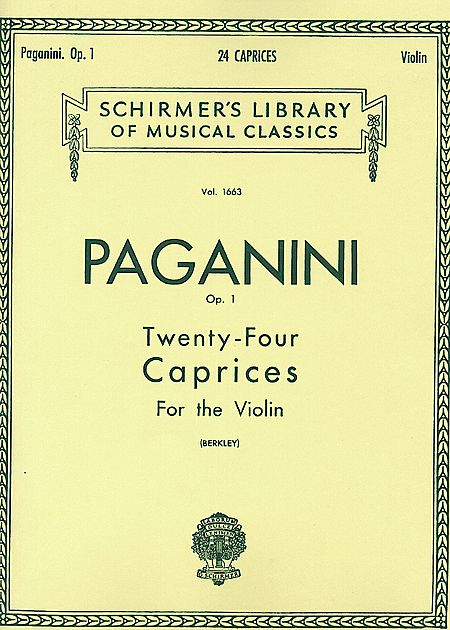
Partituras de los 24 caprichos para violín de Paganini.

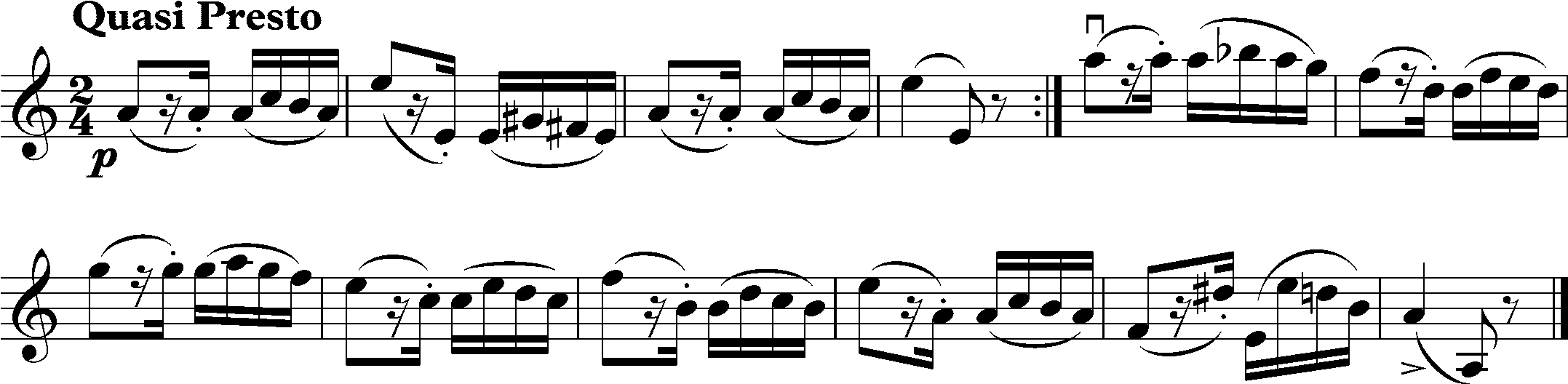

El Capricho n.º 24 en la menor es el último de los veinticuatro que escribió el compositor italiano Niccolò Paganini, y una de las piezas para violín solo más famosas. La obra está en la tonalidad de la menor y está formada por un tema, once variaciones y un final.
Se considera que es una de las piezas técnicamente más complejas escritas para el instrumento. Para poder ejecutarla se requiere el dominio de técnicas como los intervalos de octava, décimas y terceras (mayores y menores) en dobles cuerdas, escalas y arpegios a gran velocidad, pizzicato de mano izquierda, posiciones altas y rápidos cambios de cuerda.
Muchas personalidades hicieron sus propias variaciones sobre ese capricho: Rajmáninov, Liszt, Brahms, Lutoslawsky, la banda brasileña de power metal Angra, etc.
El guitarrista Eliot Fisk hizo una transcripción para guitarra en 1993, así como su grabación completa.
El compositor americano James Barnes escribió una obra de concierto para banda sinfónica titulada Fantasy Variations on a Theme by Niccolò Paganini, en ella se pueden escuchar 20 variaciones sobre este famoso capricho del compositor italiano.